# 魯魯峰
77°14′S 166°38′E / 77.233°S 166.633°E
魯魯峰（英語：Ruru Crests），是南極洲的山峰，它位於羅斯島，處於伯德山西北面4.1公里，海拔高度約1,400米。由新西蘭地理委員會命名，現時由南極條約體系管理。